# Knotfest
Knotfest — музичний фестиваль, створений американським метал-гуртом Slipknot. Knotfest проходив у двох містах, 17 серпня 2012 року у Консіл-Блафс, штат Айова і 18 серпня 2012 року у місті Сомерсет (Вісконсин). На фестивалі виступали такі гурти, як Deftones, Lamb of God, Cannibal Corpse і багато інших. 24 березня 2014 був офіційно анонсований "Knotfest Japan", який пройшов 15 і 16 листопада  Makuhari Messe, Tokyo. Хедлайнерами були Slipknot. Knotfest 2015 проходив у амфітеатрі в Сан-Бернардіно, штат Каліфорнія з 23 жовтня по 25 жовтня.

## Історія

### Створення
Про проведення фестивалю "Кнотфест" було офіційно оголошено 4 червня 2012 року. Серед заходів, які фестиваль пропонував як частину свого "темного карнавального досвіду", були циркові шапіто, вогняні стовпи, атракціони в парку розваг, бурлескні виконавці, вогнедишні, ходулісти, барабанні кола, зроблені з автомобілів зі звалища, і графіті на стінах. На цих двох шоу також дебютував музей Slipknot.
"Вся справа в тому, щоб веселитися і божеволіти, повертаючи все до того рівня, яким воно було раніше, - сказав Шон "Клоун" Крахан, вокаліст Slipknot, в інтерв'ю журналу Rolling Stone. "Настав час для нас по-справжньому поринути у цю ідею, відому як Knotfest, де ми контролюємо ситуацію, ми робимо день, присвячений нашому мисленню, нашим ідеям, людям, з якими ми хочемо грати, людям, яких, на нашу думку, хочуть бачити наші шанувальники... Коли всі підуть, їхні почуття перевантажені, і я говорю про запахи, видовища, слух, ваше тіло, все буде перевантажено стимуляцією, тому що це те, що робить Slipknot".
Перший фестиваль Knotfest проходив у двох містах: 17 серпня 2012 року в місті Рад Блаффс, штат Айова, і 18 серпня 2012 року в місті Сомерсет, штат Вісконсін. Серед учасників були такі гурти, як Deftones, Lamb of God та Cannibal Corpse. 24 березня 2014 року було офіційно оголошено, що "Knotfest Japan" відбудеться 15 і 16 листопада у Makuhari Messe, Токіо. Хедлайнерами стали Slipknot, Korn, Limp Bizkit, Lamb of God, Five Finger Death Punch, Papa Roach, Bring Me the Horizon, Trivium і In Flames. Першою датою фестивалю Mayhem 2014 був оголошений Knotfest 2014, який пройде в амфітеатрі San Manuel у Сан-Бернардіно, штат Каліфорнія, 24-26 жовтня. Knotfest 2015 мав відбутися в тому ж місці, з 23 по 25 жовтня. У грудні 2019 року було оголошено, що Кнотфест вперше відбудеться у Великій Британії у 2020 році.

## Дати

##### Разом із Slipknot
- 17/08/2012 - Council-Blafs, Iowa

- 18/08/2012 - Somerset, Wisconsin
- 25/10/2014 - San Bernardino, CA
- 26/10/2014 - San Bernardino, CA
- 15/11/2014 - Makuhari Messe, Tokyo
- 16/11/2014 - Makuhari Messe, Tokyo
- 24/10/2015 - San Bernardino, CA
- 25/10/2015 - San Bernardino, CA
- 05/12/2015 - Toluca, Mexico

##### Без Slipknot
- 24/10/2014 - San Bernardino, CA
- 23/10/2015 - San Bernardino, CA